# Râul Mayenne
Mayenne este un râu situat în partea centrală a Franței. Este un afluent al fluviului Loara prin intermediul Râului Maine format prin confluența râului Mayenne cu Râul Sarthe. Izvorăște din departamentul Orne lânga localitatea Lalacelle, la vest de Alençon. Are o lungime de 200 km, un debit de 50 m³/s și un bazin colector de 5.820 km². Confluența cu Râul Sarthe este la nord de Angers.